# Кушинг (Оклахома)
Кушинг (енгл. Cushing) град је у америчкој савезној држави Оклахома.

## Демографија
По попису из 2010. године број становника је 7.826, што је 545 (-6,5%) становника мање него 2000. године.
| Група             | 2000.         | 2010.         |
| Белци             | 6.563 (78,4%) | 6.007 (76,8%) |
| Афроамериканци    | 588 (7,0%)    | 416 (5,3%)    |
| Азијати           | 11 (0,1%)     | 32 (0,4%)     |
| Хиспаноамериканци | 226 (2,7%)    | 388 (5,0%)    |
| Укупно            | 8.371         | 7.826         |